# A34 (Frankrijk)
De A34 is een autosnelweg gelegen in het noorden van Frankrijk tussen Reims en Charleville-Mézières. De weg, die niet volledig is uitgevoerd als snelweg, maakt deel uit van de Europese weg E46. De weg is over de gehele lengte tolvrij.

## Aanleg
In 2001 werd het traject tussen de RN44 en Witry-lès-Reims geopend, daarna zijn er steeds weer delen van het traject geopend. Zo volgde in 2002 het deel tussen Poix-Terron en Faissault en een jaar later werd het traject vanaf daar verlengd tot Rethel. In 2006 werd de A4 aangesloten op de A34 en werd de verbinding met de RN44 voltooid.
De A34 is in juli 2018 bij Charleville-Mézières aangesloten op de A304 en E420, waarmee een doorgaande autosnelweg tot Couvin in België ontstaan is.

## Traject

### Tussen de A4 en Witry-lès-Reims
- Knooppunt met de A4

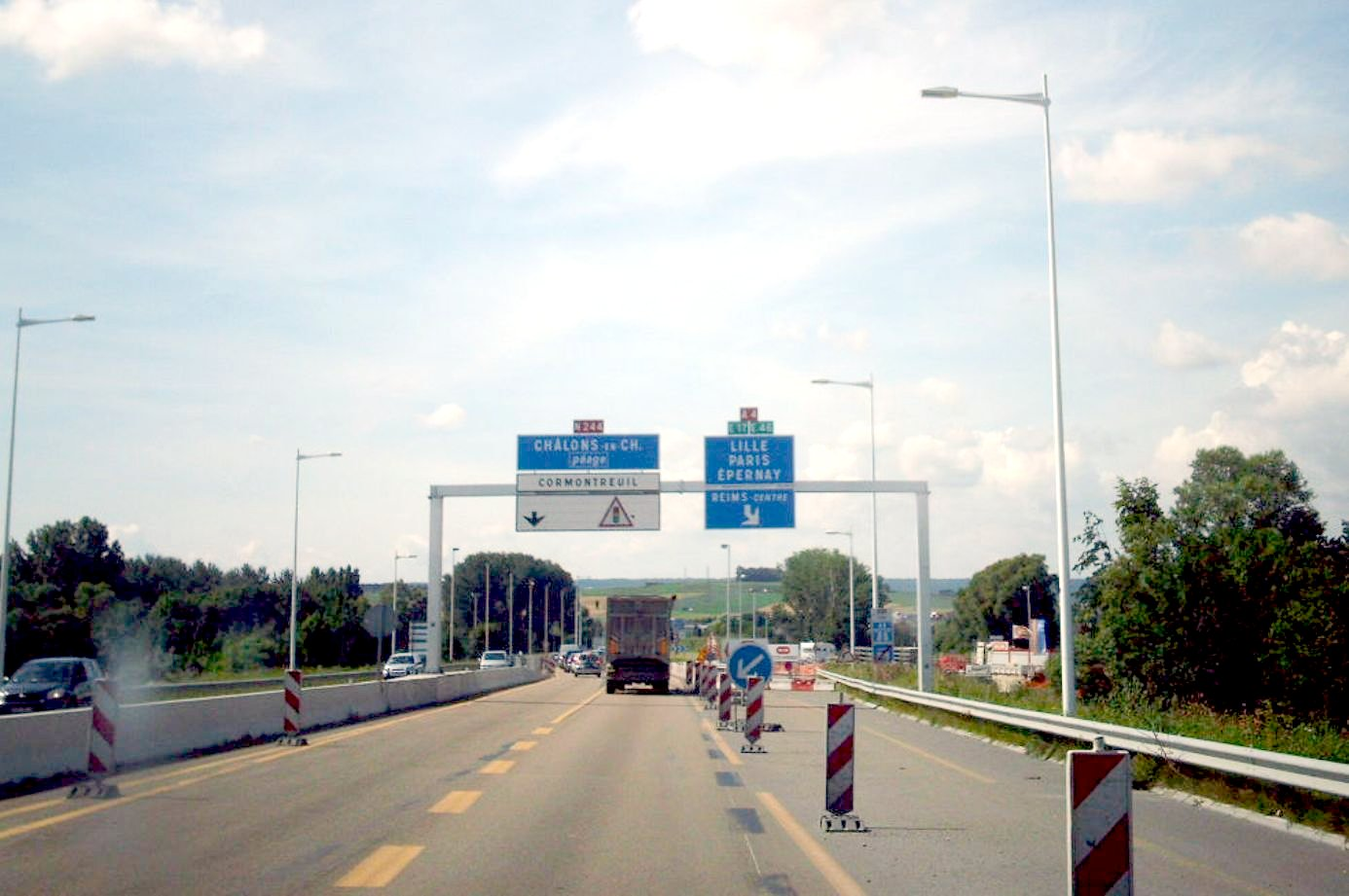
De A34 bij Cormontreuil

- Afrit 29: Technopôle Farman - Zone Industrielle Pompelle
- Afrit 28: RD 944 richting Châlons-en-Champagne
- Afrit 27: Reims-Europe
- Afrit 26: Knooppunt
- Afrit 25: Witry-lès-Reims

### Tussen Witry-lès-Reims en Rethel
Dit deel van het traject is nog niet voltooid als snelweg, maar is een secundaire weg, die de volgende plaatsen aandoet. De route volgt het oude tracé van de N51 die buiten de kernen langs is gelegd. De weg wordt geleidelijk omgebouwd naar autosnelwegnormen.
- Caurel, Lavannes
- Pomacle
- Isles-sur-Suippe
- Bergnicourt
- Tagnon
- Rethel

### Tussen Rethel en Charleville-Mézières
- Afrit 14: Novion-Porcien
- Afrit 13: Poix-Terron

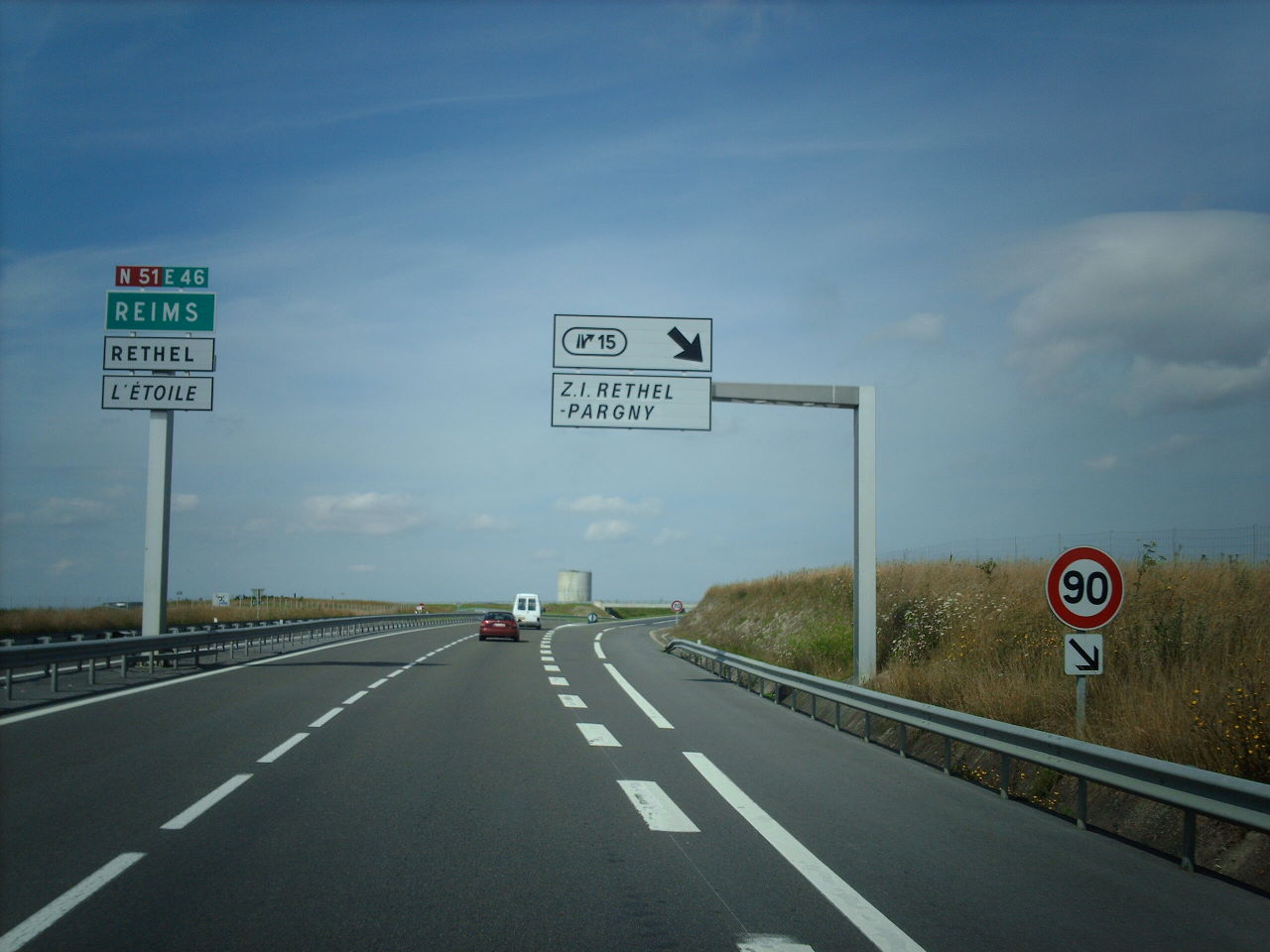
De A34 bij Rethel

- Afrit 12: (Guignicourt) richting Yvernaumont
- Afrit 11: (Flize) richting Boulzicourt
- Afrit 10: La Francheville
- Knooppunt met de A304